# 菱池
菱池（ひしいけ）は愛知県額田郡幸田町の大字。

## 地理
幸田町の北部に位置する。小字を持つが、丁目は持たない。かつて周辺には西三河最大の池である菱池沼があったが、1886年（明治19年）に神野金之助によって干拓されて農地となった。

### 河川
- 広田川
  - 柳川
  - 相見川
    - 尾浜川

  - 赤川
    - 沙川

  - 西谷川
  - 舟山川

### 小字
| - 字赤川東（あかがわひがし） - 字荒子（あらこ） - 字荒田（あらた） - 字池端（いけはた） - 字岩堀（いわほり） - 字内池（うちいけ） - 字江尻（えじり） - 字大久後（おおくご） - 字大山（おおやま） - 字大脇（おおわき） - 字尾浜（おはま） - 字御林（おはやし） - 字欠間（かけま） - 字萱堂（かやどう） - 字烏島（からすじま） - 字川口（かわぐち） - 字川城（かわしろ） - 字北浦（きたうら） - 字行連（ぎょうれん） - 字楠木（くすのき） - 字蔵前（くらまえ） - 字黒方（くろかた） - 字源田（げんだ） | - 字御殿（ごてん） - 字小牧（こまき） - 字境目（さかいめ） - 字桜坂（さくらざか） - 字桜塚（さくらづか） - 字沢田（さわだ） - 字地蔵堂（じぞうどう） - 字下田（しもだ） - 字城山（しろやま） - 字新田（しんでん） - 字菅田（すげた） - 字角田（すみだ） - 字田多美（ただみ） - 字寺西（てらにし） - 字寺東（てらひがし） - 字土井（どい） - 字東部（とうべ） - 字内宮（ないぐう） - 字中吉（なかよし） - 字錦田（にしきだ） - 字西宮前（にしみやまえ） - 字西脇（にしわき） - 字農基（のうき） - 字野々宮（ののみや） | - 字蓮池（はすいけ） - 字菱池（ひしいけ） - 字昆沙門（びしゃもん） - 字奉行（ほうぎょう） - 字細井（ほそい） - 字本丸（ほんまる） - 字前田（まえだ） - 字丸池（まるいけ） - 字丸吉（まるよし） - 字三保田（みほでん） - 字銘鍛治（めいかじ） - 字藻塚（もくづか） - 字元寺（もとでら） - 字元林（もとばやし） - 字矢崎（やさき） - 字家下（やした） - 字矢尻（やじり） - 字山ノ郷（やまのごう） - 字弓場（ゆみば） - 字横堤（よこづつみ） - 字六十石（ろくじっこく） - 字鷲取（わしとり） |

## 歴史
額田郡菱池村を前身とする。
- 1933年（昭和8年）10月 - 愛知織物株式会社が10万余坪の土地を取得する[5]。
- 1935年（昭和10年）1月 - 愛知織物幸田工場が精紡機7万2576錘の規模で操業を開始する[5]。

## 世帯数と人口
2015年（平成27年）10月1日現在の世帯数と人口は以下の通りである。
| 大字 | 世帯数    | 人口    |
| ---- | --------- | ------- |
| 菱池 | 3,486世帯 | 9,271人 |

### 人口の変遷
国勢調査による人口の推移
| 1995年（平成7年）  | 7,596人 | [ 6 ] |  |
| 2000年（平成12年） | 7,663人 | [ 7 ] |  |
| 2005年（平成17年） | 9,145人 | [ 8 ] |  |
| 2010年（平成22年） | 9,869人 | [ 9 ] |  |
| 2015年（平成27年） | 9,271人 | [ 2 ] |  |

## 交通
- JR東海道本線
  - 幸田駅
- 愛知県道292号幸田石井線
- 愛知県道480号美合幸田線
- 愛知県道483号岡崎幸田線
- 愛知県道323号芦谷蒲郡線

## 施設
- 幸田町役場
- 幸田町立幸田中学校
- 幸田町立菱池保育園
- 岡崎信用金庫幸田支店
- 碧海信用金庫幸田支店
- 幸田町消防署
- 熊野神社
- 西光寺

## その他

### 日本郵便
- 郵便番号 : 444-0113[3]（集配局：幸田郵便局[10]）。

## 参考資料
- 「角川日本地名大辞典」編纂委員会 編『角川日本地名大辞典 23 愛知県』角川書店、1989年3月8日。ISBN 4-04-001230-5。
- 有限会社平凡社地方資料センター 編『日本歴史地名体系第23巻 愛知県の地名』平凡社、1981年。ISBN 4-582-49023-9。
- 瀧兵の歩み編纂委員会 編『瀧兵の歩み』瀧兵、1961年9月1日。